# Ula (district)
Ula is een Turks district in de provincie Muğla en telt 23.455 inwoners (2007). Het district heeft een oppervlakte van 424,53 km².
De bevolkingsontwikkeling van het district is weergegeven in onderstaande tabel.

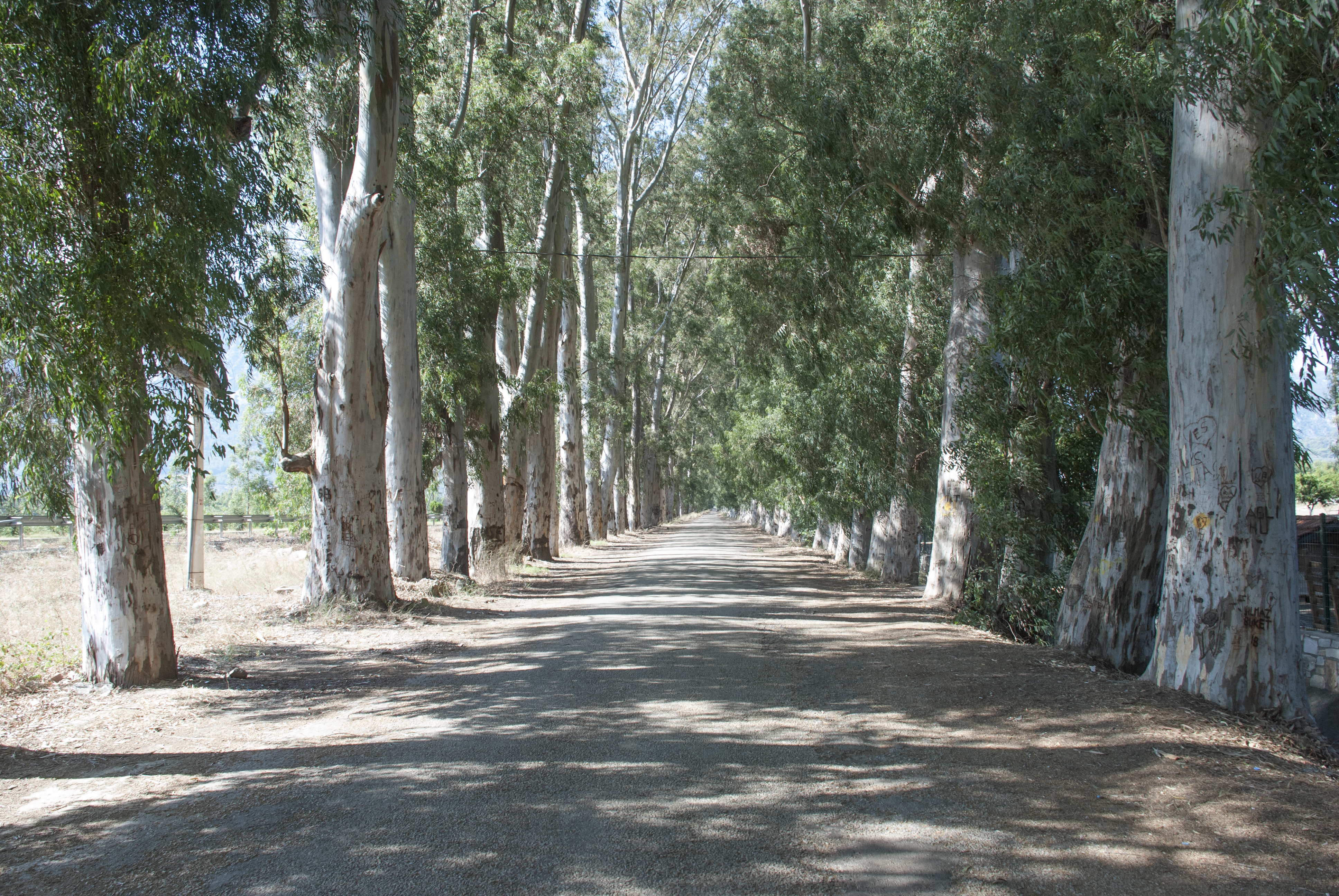
Eucalyptus Tunnel in Ula District

| 1997   | 2000   | 2007   |
| ------ | ------ | ------ |
| 21.035 | 21.944 | 23.455 |

## Gemeenten in het district
Akyaka • Gökova

## Plaatsen in het district
Akçapınar • Arıcılar • Armutçuk • Ataköy • Çıtlık • Çiçekli • Çörüş • Elmalı • Esentepe • Gökçe • Gölcük • Karaböğürtlen • Kavakçalı • Kıyra • Kızılağaç • Kızılyaka • Portakallık • Saravyanı • Şirinköy • Turgut • Yaylasöğüt • Yeşilçam • Yeşilova
Bodrum · Dalaman · Datça · Fethiye · Kavaklıdere · Köyceğiz · Marmaris · Milas · Muğla · Ortaca · Ula · Yatağan